# Pravděpodobnostní výběr
Pravděpodobnostní (někdy též náhodný) výběr je jednou z metod statistického výběru a souhrnně označuje skupinu výběrových technik, které jsou založeny na využití matematicko-statistických teorií pravděpodobnosti. Opačným typem výběru je tzv. výběr záměrný (nepravděpodobnostní), jehož nejčastěji využívaným typem je tzv. výběr kvótní.

## Princip pravděpodobnostního výběru
Základem pravděpodobnostního výběru je selekce vzorku z populace podle daných pravděpodobnostních pravidel a procedur, přičemž vzorkem rozumíme ty jednotky (např. osoby nebo společnosti), které jsou skutečně zahrnuty do zkoumání, a populací skupinu, ze které jsou jednotky vybírány.
Samotný pravděpodobnostní výběr se skládá ze dvou částí – z naplánování výběrového postupu a odhadových procedur:
1. Plán výběrového postupu zahrnuje tvorbu a výběr všech následně využitých metod a matematických modelů. Jako mechanismus k náhodnému výběru jednotky jsou nejčastěji používány generátory náhodných čísel, může se ale jednat také o jakýkoli jiný typ náhodného losování.[2]
2. Odhadové procedury zahrnují zpracování dat a jako výstup celého výzkumu odhad celkového stavu v populaci.

Jelikož je primárním cílem určit chování a stav populace a nebo její postoje a názory z dat o vzorku co nejpřesněji, je hlavní snahou výběru získání tzv. reprezentativního vzorku. Techniky pravděpodobnostního výběru mohou nabízet nejlepší možné reprezentace populace – ovšem pouze v případě, že všichni dotázaní odpoví. Jednou z výhod pravděpodobnostního výběru oproti nepravděpodobnostnímu je však možnost odhadnout, jak moc se vzorek od skutečné populace liší. K této aproximaci slouží funkce směrodatná chyba (odchylka), která popisuje právě rozdíl mezi vzorkem a populací. Směrodatnou odchylku lze určit pouze díky faktu, že je celý způsob pravděpodobnostního výběru založen na statistických metodách. Protože výběr nepravděpodobnostní se o tyto metody neopírá, je u něj tím pádem nemožné chybu, která vzniká jako důsledek zkoumání vzorku, který pro populaci ve skutečnosti není reprezentativní, jakkoli vyčíslit.

## Formy pravděpodobnostního výběru

### Prostý náhodný výběr
Prostý náhodný výběr je základním typem pravděpodobnostního výběru. Důležitým předpokladem je skutečnost, že každý podsoubor dané velikosti má stejnou pravděpodobnost toho, že bude vybrán, a že je tato pravděpodobnost nenulová. Jednotlivé jednotky mohou, ale zároveň nemusí mít možnost být vybrány opakovaně. Mechanismem výběru bývá los z osudí pro menší počet jednotek, případně generátor pseudonáhodných čísel pro počet větší.

Příklad prostého náhodného výběru:
 
Příkladem prostého náhodného výběru je stírací los nebo tabulka náhodných čísel, kde jsou jednotky vybírány ze seznamu nebo z množiny čísel, která tento seznam zastupuje. Tyto výběrové postupy nejsou ovlivněny zásahem výzkumníka.

### Systematický výběr
Systematický výběr je variací na výběr prostý náhodný. Pravděpodobnost pro každou jednotku je stejná. Postup spočívá ve výběru náhodného počátku, všechny další jednotky jsou pak určeny náhodně zvoleným klíčem ve stejných intervalech.

Příklad systematického výběru:

Jako příklad systematického výběru může opět sloužit stírací los, např. o 100 polích. Nejprve je zvoleno první políčko a následně číslo, které bude sloužit jako klíč určující vzdálenost mezi jednotlivými políčky. Prvním zvoleným polem je např. pole č. 5 a klíčem číslo 7. Vybraná tedy budou pole č. 5, 12, 19, 26, 33, 40, 47, 54, 61, 68, 75, 82, 89, 96.

### Stratifikovaný výběr
Stratifikovaný (též oblastní) výběr je založen na rozdělení zkoumané skupiny do několika homogenních menších podskupin, které se nazývají strata. Zpravidla se více liší jednotlivá strata mezi sebou než jednotky v jejich rámci. Ty jsou naopak nositeli jedné nebo více společných vlastností. V každém stratu je pak uplatněn princip prostého náhodného výběru. 

Příklad stratifikovaného výběru:

Stratifikovaný výběr lze využít při kladení otázek, u kterých předpokládáme různé odpovědi od odlišných věkových kategorií, vzdělanostních skupin  nebo pohlaví. Pokud je znám podíl obyvatelstva těchto demografických skupin v základním souboru, lze výběr uspořádat stratifikovaně podle podílu jednotlivých strat na výběru. Jestliže byl postup proveden správně, byla snížena možná chyba na výsledku v důsledku menšího nebo naopak většího zastoupení určité kategorie populace ve výběru.

### Skupinkový výběr
Skupinkový výběr je způsob výběru, který je používán především z praktických důvodů (např. kvůli nákladnému sběru dat nebo velké geografické vzdálenosti mezi jednotkami populace).  Skupinkový výběr probíhá ve třech fázích. V první fázi je populace rozdělena do jednotlivých skupinek, které se od sebe ale na rozdíl od strata nijak extrémně neliší a jsou v podstatě zastupitelné. Jednotlivé rozdílnosti se tedy projeví až uvnitř těchto skupinek. Ve druhé fázi jsou náhodně vybrány ty, které budou zkoumány; ve třetí probíhá samotný výzkum všech jednotek z těchto skupin.

Příklad skupinkového výběru:

Skupinkový výběr může být využit u výzkumu geografických oblastí, např. u výzkumu zaměřujícího se na kvalitu vysokoškolského vzdělání ve Španělsku. Populaci Španělska lze rozdělit do skupinek, např. podle měst.  Následně je prostým náhodným výběrem nebo systematickým výběrem vybrán pouze nějaký počet skupinek (měst) a poté z již vybraných měst zkoumáni všichni vysokoškolští studenti.

### Vícestupňový výběr
Vícestupňový výběr probíhá v prvních dvou fázích identicky jako výběr skupinkový – populace je tedy rozdělena do skupinek a z těchto jsou následně náhodně vybrány jen některé. Ve třetím kroku mohou nastat dvě možnosti: ze souboru vybraných skupinek jsou buďto vybrány již přímo jednotky, nebo nejprve další podskupinky a přímý výběr jednotek je aplikování až na tyto podskupinky. Pro výběr jednotek je nejčastěji využit výběr stratifikovaný nebo prostý náhodný. Typickým příkladem takového členění je např. členění administrativní (okres-obec-část obce-ulice-dům-uživatelé bytu). Na jednotlivých stupních je nejčastěji využit stratifikovaný nebo prostý náhodný výběr.

### Dvou-/vícefázový výběr
Dvou a vícefázový výběr je postup, při kterém je výběrový soubor vybrán z již uskutečněného výběrového šetření. Sestává ze dvou nebo více fází.

### Výběr se stejnými pravděpodobnostmi
Postup výběru, při kterém má každá jednotka garantovánu stejnou pravděpodobnost, že bude vybrána. Obecně u něj nelze určit směrodatná chyba (odchylka), v praxi lze však prokázat její přibližná rovnost s chybou u výběru prostého náhodného.

Příklad výběru se stejnými pravděpodobnostmi

Příkladem může být výběr založený na výsledcích hodů mincí nebo hrací kostkou, kde každý z jevů (padnutí rubu nebo líce, resp. hodnoty 1 až 6 na hrací kostce) má stejnou pravděpodobnost.

### Komplexní výběry
Kombinací různých forem pak vznikají tzv. výběry komplexní. Příkladem může být výzkum kvality vysokoškolského vzdělání v určitém státě (viz skupinkový výběr), kde např. využíváme skupinkový a systematický výběr.